# صابر کرمانی
حسین حماصیان متخلص به صابر کرمانی (Saber Kermani) شاعر، عارف و نویسنده معاصر، ۲۶ بهمن سال ۱۳۰۴ شمسی در شهرِ کرمان متولد شده است. وی از نوجوانی به شعر، هنر، نقاشی، مطالعه و ستاره‌شناسی علاقه وافری داشت، وی چهل و پنج جلد کتاب به جا گذاشته است و آثاری از جمله کاروان شعر، سیمای شاعران، لبخند بهار، شکوفه‌های عشق، اثر دل، گذری بر دیوان، مدح علی، گفتار پیر طریقت، زندگانی چهارده معصوم و آثاری دیگر را عرضه نموده و در تحقیق و تألف و تصنیف همتی والا و قلمی شیوا داشت.

## داستان زندگی
حسین حماصیان (صابر کرمانی) پدرش حاج حبیب‌الله را که از بازاریان معروف کرمان بود در سن ۱۸ سالگی از دست داد، او که فرزند ارشد خانواده بود بعد از پایان تحصیل به تهران نقل مکان کرد و در زمینه شعر و ادبیات به مرحله استادی رسید و طبع روان او در بیان مطالب و موضوعات باعث ظهور ابیاتی جاودان شده است. وی در سن چهل سالگی با خانمی به نام میمنت امیری ازدواج کرد که ثمره آن چهار فرزند به نام افسانه، خاطره، علی و محمد مهدی است. صابر کرمانی در تاریخ ۱۴ بهمن ۱۳۸۶ درگذشت، پس از فوت استاد، فرزند آخر او محمد مهدی برای ادامه راه پدر و زنده نگه داشتن نام ایشان به‌طور مؤثر به خواندن اشعار وی به همراه نوازندگی گیتار پرداخت.

## کاروان شعر
کاروان شعر به عنوان دیوان صابر کرمانی شناخته شده است، در این مجموعه ۸۶۰ غزل، ۶۰ رباعی، ۱۶۶ دوبیتی، ۵۹ مثنوی با موضوعات و مضامین گوناگون گردآمده است. بخشی از کتاب به اشعار و نوشتاری اختصاص دارد که در آن افرادی از ارادتمندان شاعر، از ذوق شعری و قریحه نویسندگی او سخن به میان آوردند.